# Katherine Helmond
Katherine Marie Helmond (Galveston, 5 luglio 1929 – Los Angeles, 23 febbraio 2019) è stata un'attrice e comica statunitense.

## Biografia
Figlia unica di Joseph P. Helmond e Thelma Malone, è famosa per aver interpretato Jessica Tate nella sitcom statunitense Bolle di sapone. Ha inoltre interpretato Lois nella sitcom Tutti amano Raymond. Ha inoltre prestato la sua voce a Lizzie nei film d'animazione Cars - Motori ruggenti (2006), Cars 2 (2011) e in Cars 3 (2017).

## Vita privata
Sposata dal 1957 al 1962 con l'attore George Martin, nel 1962 sposò l'artista David Christian, da cui non ebbe figli.
È morta il 23 febbraio 2019, ad 89 anni, nella sua casa di Los Angeles a causa di complicazioni della malattia di Alzheimer di cui soffriva da tempo.

## Filmografia parziale

### Cinema
- Wine of Morning, regia di Katherine Stenholm (1955)
- Complotto di famiglia (Family Plot), regia di Alfred Hitchcock (1976)
- I banditi del tempo  (Time Bandits), regia di Terry Gilliam (1981)
- Brazil, regia di Terry Gilliam (1985)
- Overboard - Una coppia alla deriva (Overboard), regia di Garry Marshall (1987)
- Scarlatti - Il thriller (Lady in White), regia di Frank La Loggia (1988)
- Paura e delirio a Las Vegas (Fear and Loathing in Las Vegas), regia di Terry Gilliam (1998)
- Beethoven 5 (Beethoven's 5th), regia di Mark Griffiths (2003)

### Televisione
- Gunsmoke – serie TV, 1 episodio (1972)
- James Dean, regia di Robert Butler – film TV (1976)
- Bolle di sapone (Soap) – serie TV, 82 episodi (1977-1981)
- Scout's Honor, regia di Henry Levin – film TV (1980)
- Tutti amano Raymond (Everybody Loves Raymond) – serie TV, 14 episodi (1996-2004)

### Doppiaggio
- Cars - Motori ruggenti (Cars), regia di John Lasseter e Joe Ranft (2006)
- Cars 2, regia di John Lasseter (2011)
- Cars 3, regia di Bryan Fee (2017)

## Doppiatrici italiane
- Angiolina Quinterno in Complotto di famiglia
- Gabriella Genta in Brazil
- Graziella Porta in Beethoven 5
- Alida Cappellini in Bolle di sapone
- Maria Pia Di Meo e Mirella Pace in Tutti amano Raymond

Da doppiatrice è sostituita da:
- Francesca Palopoli in Cars - Motori ruggenti, Cars 2
- Franca Lumachi in Cars 3